# Приключения Петрушки
«Приключе́ния Петру́шки» — повесть-сказка Маргариты Фадеевой и Анатолия Смирнова, действие которой происходит в кукольном царстве, в городе Формалайске.

## О книге
Первое издание книги вышло в 1963 году в Йошкар-Оле, затем она была переведена на другие языки, издавалась в Молдавии, Узбекистане, в Германии. В 1971 году книга вышла с иллюстрациями известного художника Л. Владимирского. В 2013 году «Приключения Петрушки» изданы в рамках проекта «Та самая книжка»,  что дало «возможность родителям показать своим детям те книги, на которых они выросли». Книга используется в качестве вспомогательного материала  при обучении школьников и студентов.

## Сюжет
Весёлый и озорной Петрушка, которого смастерил мастер Трофим, вместе со своими друзьями — Алёнкой, Матрёшкой и собачкой Тузиком — сражается со злым и жадным царём Формалаем Большим, генералом Атьдва, судьёй Нашим-Вашим и другими правителями кукольного царства. Но всё заканчивается хорошо: добро побеждает, зло наказано, и все куклы радуются новой счастливой жизни в своей чудесной стране.

## Персонажи книги

### Положительные
- Петрушка
- Мастер Трофим, отец Петрушки
- Алёнка
- Тузик, собачка
- Кузнец Игнат, отец Алёнки
- Ванька-Встанька
- Матрёшка, жена Ваньки-Встаньки
- 5 дочерей Матрёшки
- Гончар Крынка
- Огородник Терентий
- Трубочист Яша
- Ткач Сидор

### Отрицательные
- Формалай Большой, царь
- Нашим-Вашим, судья
- Киря, сын судьи
- Атьдва, генерал
- Копилка, помещик
- Чудо-Юдо, морской царь

Также в повести действуют персонажи, которых нельзя однозначно назвать отрицательными. Это трусливые и недалёкие приспешники Формалая, которые покорно выполняют приказы царя и генерала, но под конец, почуяв опасность, сбегают из дворца.
- Хранитель царской памяти
- Гонец Скороход
- Распорядитель праздников и приёмов
- Хранитель царского платья
- Садовник
- Повар
- Дворник
- Чистильщик сапог
- Банщик
- Парикмахер